# Happiness Runs
Happiness Runs  (Happiness Runs en español) es una película estadounidense de 2010 dirigida  y escrita por Adam Sherman. Narra la historia de la vida en una comunidad hippie y está basada en una historia real.

## Sinopsis
En una comunidad hippie creada en los 70's, convive un grupo de personas, entre adultos y jóvenes, viviendo su vida allí. La historia se centra primordialmente en Víctor (Mark L. Young), Becky (Hanna Hall) y todos los jóvenes de la comunidad, pero también en Insley (Rutger Hauer), un anciano de la comunidad que persuade a las mujeres para tener sexo con ellas y obtener sus bienes materiales. En la comunidad se practica la poligamia y el padre de Víctor (Mark Boone Junior) está en el grupo de hombres que busca acostarse con todas las mujeres de la comunidad, llegando a decirle a Víctor que él no tiene casa y que él (Víctor) tampoco va a necesitar una porque cuando crezca dormirá con una mujer diferente cada noche. En la película se expone una crítica a la hipocresía de la comunidad, creada en primer lugar para ser un lugar sagrado y puro, pero que ha terminado por ser un lugar desenfrenado en el que los jóvenes no reciben ninguna guía y se ven expuestos desde muy temprana edad a la promiscuidad y las drogas.